# Södra Filotjärnarna (Edefors socken, Norrbotten, 736757-174010)
Södra Filotjärnarna är en sjö i Bodens kommun i Norrbotten och ingår i Råneälvens huvudavrinningsområde.